# Perigramma
Perigramma là một chi bướm đêm thuộc họ Geometridae.